# Alexandre Galí i Coll
Alexandre Galí i Coll (Camprodon, Ripollès, 1886 - Barcelona, 29 de maig de 1969) fou un pedagog, lingüista i historiador català. Fill de Francesc Galí i Claret (Camprodon ca.1850-Barcelona 20/11/1897) i de Maria Coll. Casat amb Josepa Herrera i Serra fou pare del pedagog Jordi Galí i Herrera, de la pianista Maria Galí i Herrera, del pintor Francesc Galí i Herrera i de l'escriptor Raimon Galí i Herrera.
L'any 1915 comença la seva trajectòria com a funcionari del Consell d'Investigació Pedagògica, conegut més endavant com a Consell de Pedagogia, del qual va ser secretari entre el 1916 i el 1923.
És administrador general de l'Escola Industrial (1917), dirigeix els estudis normals de la Mancomunitat de Catalunya (1920) i l'Escola Montessori (1922). Publica articles a Quaderns d'Estudi i és president de la comissió tècnica de l'Associació Protectora de l'Ensenyança Catalana.
L'any 1924 es trenca la seva trajectòria com a funcionari i, junt amb un grup de mestres i alumnes de la clausurada Escola Montessori, funda la Mútua Escolar Blanquerna, que experimenta mètodes de l'escola activa.

## Biografia

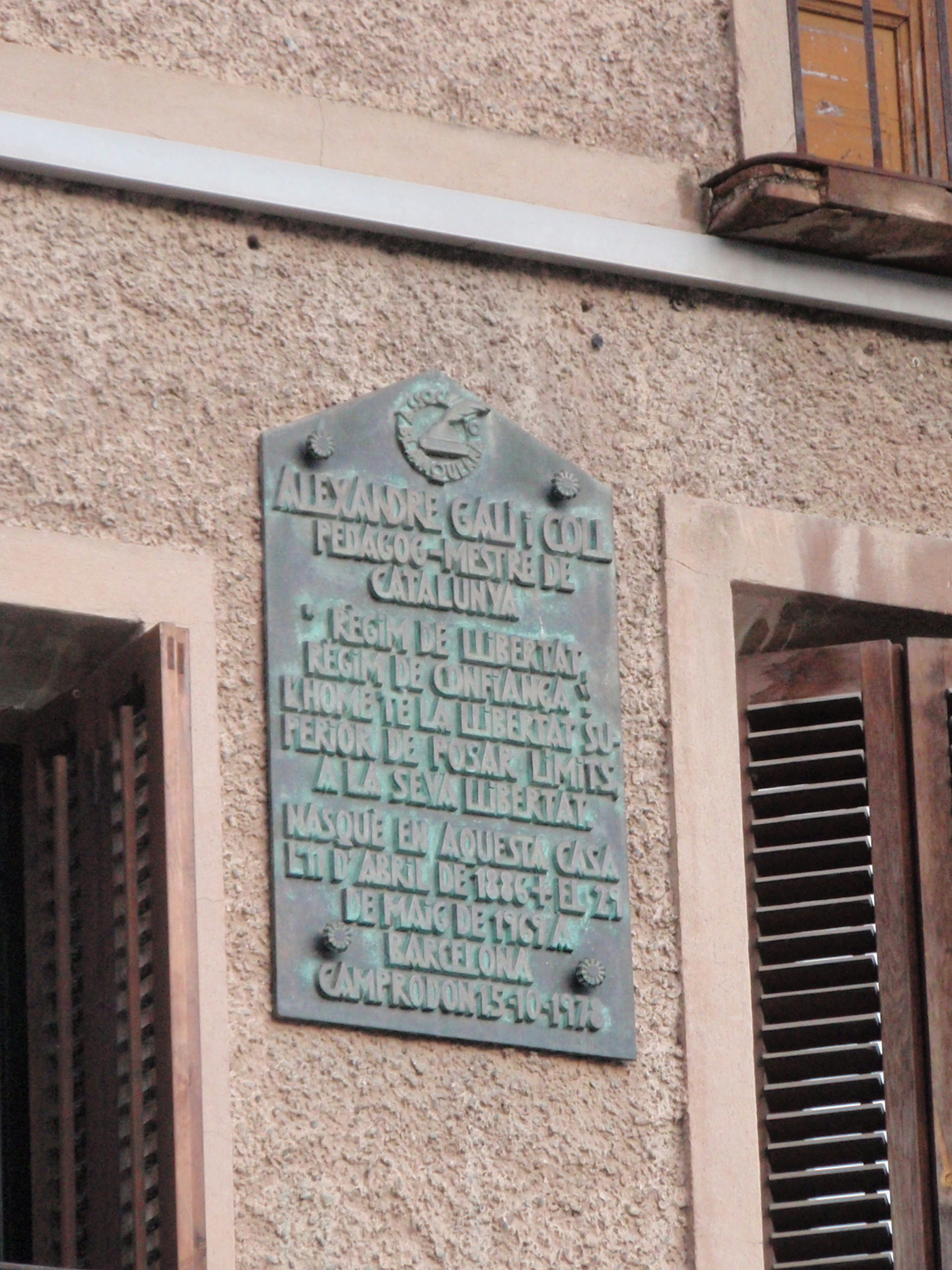
Placa commemorativa a la façana de la seva casa natal a Camprodon

Fou deixeble del seu oncle Bartomeu Galí i Claret (1850-1902) i de Pompeu Fabra fins als catorze anys. Es va vincular a l'obra i l'ideari de l'Institut Rousseau de Ginebra, i treballà de comptable fins al 1909. Aquell any, i sense tenir el títol de mestre, va iniciar la seva tasca pedagògica a l'Escola de Mestres de Joan Bardina. En paraules textuals d'Alexandre Galí:
Als 23 anys em va temptar l'Escola de Mestres de Joan Bardina. M'hi vaig presentar perquè m'acceptés com a alumne. Vam tenir una petita conversa i em va proposar d'entrar a l'escola no com a alumne sinó com a professor de Gramàtica i Literatura castellanes i ho vaig acceptar. Aquesta va ésser la meva entrada a l'ensenyament.
La seva activitat educativa abraçà diversos camps (mestre de minyons, mestre de mestres, promotor d'iniciatives culturals i escolars, lingüista, teòric de l'educació, historiador de la cultura…) i assolí en cada un d'ells un alt nivell.

### Pedagog
El 1910 se li va encarregar la direcció de l'Escola Vallparadís de Terrassa, i el 1915 començà la seva col·laboració amb Prat de la Riba com a funcionari del Consell d'Investigació Pedagògica, més tard Consell de Pedagogia, del qual fou secretari general (1916-23). Al mateix temps organitzà les escoles d'estiu (1915, fins al 1932, interrompudes durant la Dictadura de Primo de Rivera), fou administrador general de l'Escola Industrial (1917), dirigí els estudis normals de la Mancomunitat (1920) i l'Escola Montessori dependent de la Mancomunitat (1922), fundà i dirigí el Butlletí dels Mestres (1922), publicà nombrosos articles a Quaderns d'Estudi i fou nomenat president de la comissió tècnica de l'Associació Protectora de l'Ensenyança Catalana (1922-1969).
Truncada la seva obra de funcionari a partir de 1924, les seves intencions i voluntats pedagògiques bàsiques van ser objecte de treball intens a través dels Cursos Lliures, Cursos Tècnics de Pedagogia i de la seva actuació a l'Associació Protectora de l'Ensenyança Catalana. Aquest any, però, destaca principalment per la fundació que feu amb un grup de mestres i alumnes de la clausurada Escola Montessori, de la Mútua Escolar Blanquerna (1924-1939), on es dedicà activament a l'experimentació dels mètodes de l'escola activa (que recollí en l'obra Mesura objectiva del treball escolar, 1928).
Participà en el Primer Congrés de Bilingüisme (Luxemburg, 1928) i en el Congrés Internacional de l'Educació Nova de Niça (1932).
Proclamada la Segona República Espanyola, fou nomenat secretari general del Consell de Cultura de la Generalitat de Catalunya, i després del juliol del 1936 hom li confià el negociat de llengua catalana i la càtedra de metodologia de l'ensenyament del llenguatge a la Universitat de Barcelona.

### Exili i retorn
El 1939 s'exilià a Tolosa, on residí i on treballà col·laborant amb l'organització dels quàquers americans que proveïen d'escoles i colònies d'estiu als nois refugiats d'origen espanyol. Més tard s'hi van incorporar fugitius d'origen jueu. Se sap que va treballar al Château de Larade on hi havia nois jueus; a Tolosa hi restà fins al novembre de 1942, quan va tornar a Barcelona.
Novament a Barcelona i ajudat pel Patronat Minerva que vetllava pels exiliats retornats i sense feina, se li encarregà la Història de les institucions i del moviment cultural a Catalunya, 1900-1936 (en 24 volums, publicats per la Fundació Alexandre Galí el 1978-1986), a la qual dedicà els anys 1945-50. També publicà El col·legi de la bona vida del Baró de Maldà i col·laborà a Un segle de vida catalana (1961).
A partir del 1955 mantingué continuats contactes amb els mestres que portaren a terme un nou moviment de renovació pedagògica a Catalunya. Fou membre de l'Institut d'Estudis Catalans (1968).
La seva filosofia li va servir de base al seu fill Jordi Galí i Herrera, el qual també va iniciar una activitat pedagògica molt fructífera mitjançant la Mútua Escolar Blanquerna i l'Escola Sant Gregori ESG, que també el convertí en una referència de la pedagogia activa a Catalunya.

## Publicacions
Altres obres importants seves són:
- L'ensenyament de l'ortografia als infants (1926)[10]
- La mesura objectiva del treball escolar. (1928). Eumo editorial, 1984. ISBN 8476020155
- Per la llengua i l'escola (1931)
- Lliçons de llenguatge (1931)
- Activitat i llibertat en educació (1932) en col·laboració amb la seva esposa, Josepa Herrera
- Introducció a la Gramàtica, I (1935) i II (1937)
- Història de les institucions i del moviment cultural a Catalunya (1900-1936) (1945-50) - Fundació Alexandre Galí.
  - 1. Índex general. ISBN 8430044868
  - 2. Introducció. L'estat de la cultura a Espanya i a Catalunya l'any 1900 (I). Primera part. Digressió sobre el concepte de cultura. Segona part. La cultura profunda. Aspectes de la mentalitat catalana en funció de la cultura del món occidental l'any 1900. ISBN 8430026177
  - 3. Introducció. L'estat de la cultura a Espanya i a Catalunya l'any 1900 (II). Tercera part. La cultura material. Utillatge. ISBN 8430026177
  - 4. Introducció. L'estat de la cultura a Espanya i a Catalunya l'any 1900 (III). Quarta part. Cultura intel·lectual. Utillatge docent i institucions culturals. Cinquena part. Anhels, aspiracions renovadores, influències i ferments. Sisena part. El catalanisme polític i el moviment cultural del segle XX a Catalunya. ISBN 8430026177
  - 5. Llibre I. La llengua. Entitats defensores i propagadores. ISBN 8430017313
  - 6. Llibre II. Ensenyament primari, primera part. ISBN 8440047509
  - 7. Llibre II. Ensenyament primari, segona part. ISBN 8440047509
  - 8. Llibre II. Ensenyament primari, tercera part. ISBN 8440047509
  - 9. Llibre III. Ensenyament secundari. ISBN 8430010122
  - 10. Llibre IV. Ensenyament tècnico-industrial i tècnico-manual o d'arts i oficis. Primera part. ISBN 8430050841
  - 11. Llibre IV. Ensenyament tècnico-industrial i tècnico-manual o d'arts i oficis. Segona part. ISBN 8430050841
  - 12. Llibre V. Ensenyament tècnico-artístic. Moviment artístic. ISBN 8485820614
  - 13. Llibre VI. Ensenyaments i serveis agrícoles. ISBN 8430076557
  - 14. Llibre VII. Ensenyaments econòmicos-socials i administratius. Llibre VIII. Institucions d'ensenyament per a la dona. ISBN 846002928X
  - 15. Llibre IX. Ensenyament universitari. ISBN 8430091947
  - 16. Llibre X. Institucions de cultura popular. ISBN 8439803745
  - 17. Llibre XI. Biblioteques populars i moviment literari. ISBN 8439811020
  - 18. Llibre XII. Música, teatre i cinema. ISBN 8439824793
  - 19. Llibre XIII. Biblioteques generals tècniques i especialitzades. Bibliografia i bibliofília. Llibre XIV. Arxius i museus. ISBN 8439835140
  - 20. Llibre XV. Serveis tècnico-administratius. ISBN 8439850255
  - 21. Llibre XVI. Acadèmies i societats científiques. ISBN 8439859015
  - 22. Llibre XVII. Institut d'Estudis Catalans. ISBN 8439862342
  - 23. Llibre XVIII. Fundacions, premis, beques i pensions. Llibre XIX. Congressos i moviment científic i filosòfic. ISBN 8439870019
  - 24. Llibre XX. Col·laboració de l'Església al moviment cultural de Catalunya durant el segle xx. ISBN 843987720X
- Rafel d'Amat i de Cortada, Baró de Maldà. L'escriptor. L'ambient: Editorial Aedos, 1954. Premi Aedos de Biografia catalana 1953.
- Una hipotètica revolta d'uns mestres hipotètics (1964). Ediciona Proa, 1964.
- Mirades al món actual (1967)
- Darrers escrits (1967/1969). Fundació Alexandre Galí, 1989. ISBN 8440447299
- Escrits pedagògics (1952/1966). Fundació Alexandre Galí, 1990. ISBN 8440463839
- Escrits polítics. Escrits històrics (I). Fundació Alexandre Galí, 1990. ISBN 8440477783

## Fons personal
El seu fons personal es conserva a l'Arxiu Nacional de Catalunya. Destaca especialment, la correspondència i la documentació produïda en funció de la seva activitat professional relacionada amb el món de l'ensenyament (incloent-hi la Mútua Escolar Blanquerna, l'Escola de Mestres, el Consell de Pedagogia) i amb la història de la cultura. Del conjunt, destaca, a més, la biblioteca i l'hemeroteca que aplega nombroses monografies i publicacions periòdiques sobre temes pedagògics i lingüístics. Formant part del fons trobem la documentació aplegada per Jordi Galí i Herrera, fill del pedagog i que està relacionada fonamentalment amb l'escoltisme i la figura de mossèn Antoni Batlle, consiliari de Minyons Escoltes. Aquest material va servir per a l'elaboració de l'obra Nous escrits de mossèn Batlle, presentats per Jordi Galí.
La Biblioteca de Catalunya conserva també documentació personal, familiar i professional d'Alexandre Galí així com també de la seva esposa Josepa Herrera.